# Mesnilia
Mesnilia is een geslacht van eenoogkreeftjes uit de familie van de Clausiidae. 
De wetenschappelijke naam van het geslacht is voor het eerst geldig gepubliceerd in 1898 door Canu.

## Soorten
- Mesnilia cluthae (Scott T. & A., 1896)